# Nakatsugawa

Nakatsugawa (中津川市 Nakatsugawa-shi?) este un municipiu din Japonia, prefectura Gifu.